# Tranvía de Granada a Sierra Nevada
El Tranvía de Granada a Sierra Nevada fue una línea de ferrocarril de vía estrecha de la provincia de Granada (España), que estuvo operativa entre 1925 y 1974.
Hasta cuatro proyectos distintos se presentaron desde 1906 con anterioridad al proyecto finalmente construido, llevado a cabo por iniciativa de Julio Quesada Cañaveral y Piédrola, Duque de San Pedro de Galatino, y sus socios con el establecimiento de la Sociedad Anónima del Tranvía-Ferrocarril de Granada a Sierra Nevada en 1919. Las obras se iniciaron en 1921 con la intención de conectar la zona de las Vistillas, en Granada, hasta la zona El Charcón y desde aquí hasta Sierra Nevada.
El trazado seguía el curso del río Genil hasta Maitena, discurriendo paralelo a la carretera de Granada a Sierra Nevada hasta la localidad de Pinos Genil, atravesando catorce túneles y veinte puentes. En febrero de 1925 se inauguró el primer tramo entre Granada y Güéjar Sierra, extendiéndose hasta Maitena en 1927. Debido a dificultades económicas y a los avatares políticos de España, hubo que esperar hasta 1944 para la puesta en funcionamiento del tramo entre Maitena y Barranco de San Juan. Se llegó a proyectar la construcción de un funicular hasta las pistas de esquí de Sierra Nevada, si bien esto nunca se materializó.
Desde 1931 la línea pasó a ser operada por el organismo de Explotación de Ferrocarriles por el Estado, pasando en 1965 a manos de la empresa Ferrocarriles españoles de Vía Estrecha (FEVE). Finalmente, sería clausurada el 19 de enero de 1974. El trazado, con un total de 24 kilómetros, fue anegado en parte tras la construcción del embalse de Canales.